# Hartmut Dorgerloh

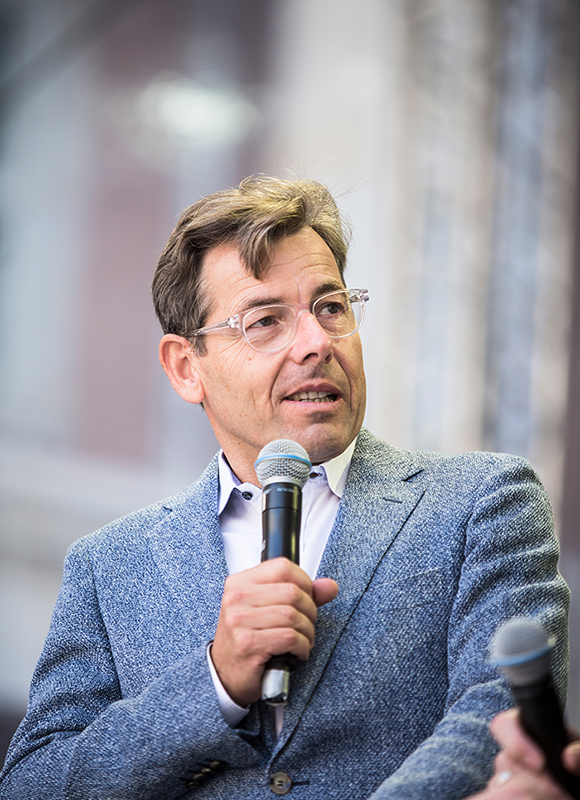
Hartmut Dorgerloh (2018)

Hartmut Dorgerloh (* 31. Mai 1962 in Ost-Berlin) ist ein deutscher Kunsthistoriker und Denkmalpfleger. Seit 1. Juni 2018 ist Dorgerloh Generalintendant des Humboldt Forums in Berlin.

## Leben

### Ausbildung
Hartmut Dorgerloh, ein Sohn des Pfarrers Fritz Dorgerloh, wuchs in Potsdam auf und machte dort 1980 an der Helmholtz-Oberschule (altsprachlicher Zweig) sein Abitur.
Nach dem Wehrdienst studierte er von 1982 bis 1987 Kunstgeschichte und Klassische Archäologie an der Humboldt-Universität zu Berlin und schloss sein Studium mit der Diplomarbeit Die museale Inszenierung der Kunstgeschichte – Das Bild- und Ausstattungsprogramm des Neuen Museums in Berlin ab. 1997 wurde er an der Humboldt-Universität Berlin mit der Arbeit Die Nationalgalerie in Berlin. Zur Geschichte des Gebäudes auf der Museumsinsel 1841–1970 promoviert.

### Beruf
Von 1977 bis 1984 arbeitete Dorgerloh freiberuflich als Schloss- und Parkführer bei den Staatlichen Schlössern und Gärten Potsdam-Sanssouci. Nach dem Studium war er von 1987 bis 1990 als Konservator am Institut für Denkmalpflege der DDR, Arbeitsstelle Berlin, tätig, wo er sich vor allem mit aktuellen denkmalpflegerischen Fragen auf der Berliner Museumsinsel befasste.
Nach der Wiedervereinigung wechselte Dorgerloh zum Jahresbeginn 1991 in das Ministerium für Wissenschaft, Forschung und Kultur des kurz zuvor wieder begründeten Landes Brandenburg. Dort leitete er das Referat für Denkmalschutz, das die Aufgaben der Obersten Denkmalschutzbehörde des Landes wahrnahm und u. a. das erste Denkmalschutzgesetz (1991) in den ostdeutschen Ländern verantwortete. Von 1997 bis 1999 zählte zu seinen Aufgaben auch die Stiftungsaufsicht und der Vorsitz der Referentenkommission der Stiftung Preußische Schlösser und Gärten Berlin-Brandenburg. 1999 wurde Dorgerloh im Auftrag des Landes Gründungsbeauftragter für das Haus der Brandenburgisch-Preußischen Geschichte (HBPG) in Potsdam und verantwortete dessen Eröffnungsausstellung „Marksteine – Eine Entdeckungsreise durch Brandenburg-Preußen“ im Rahmen des Projektes „Preußen 2001“.
Vom 1. August 2002 bis zum 31. Mai 2018 war Hartmut Dorgerloh Generaldirektor der Stiftung Preußische Schlösser und Gärten Berlin-Brandenburg (SPSG).
In seiner Amtszeit wurde das Sonderinvestitionsprogramm für die preußischen Schlösser und Gärten (Masterplan) abgeschlossen, das der Bund (Die Beauftragte der Bundesregierung für Kultur und Medien) aufgrund eines Beschlusses des Deutschen Bundestages sowie die Länder Brandenburg (Ministerium für Wissenschaft, Forschung und Kultur) und Berlin (Senatsverwaltung für Kultur und Europa) für die Jahre 2008 bis 2017 zur Rettung bedeutender Denkmäler der Berliner und Potsdamer Schlösserlandschaft aufgelegt hatten. In zehn Jahren konnten somit zusätzlich 155,03 Millionen Euro in die Sanierung der von der SPSG betreuten – und zu großen Teilen seit 1990 zum UNESCO-Welterbe gehörenden – historischen Anlagen investiert werden. 2017 unterzeichneten der Bund, Brandenburg und Berlin ein zweites Sonderinvestitionsprogramm. Durch dieses 400 Millionen Euro umfassende Abkommen kann die SPSG bis 2030 insgesamt weitere 400 Millionen Euro zusätzlich für die Rettung nationaler Kulturgüter einsetzen.
Im Januar 2006 nahm die Fridericus Servicegesellschaft der Preußischen Schlösser und Gärten mbH (FSG) ihre Arbeit auf. Sie wurde von der SPSG und dem Unternehmen Dussmann Service gegründet, um Dienstleistungen für die SPSG zu übernehmen. Zu diesen Aufgaben gehören neben der Organisation von Schlossführungen, Kassen-, Aufsichts- und Bewachungsleistungen auch die Durchführung der Gebäudereinigung für 72 historische Gebäude sowie die Kunstgutreinigung.
Zu den Höhepunkten des Ausstellungsprogramms der von Dorgerloh geleiteten SPSG gehörten „Miss Preußen 2010. Drei Ausstellungen für die Königin“ (Luise), „Friederisiko“ anlässlich des 300. Geburtstages Friedrichs II. von Preußen 2012, „FRAUENSACHE. Wie Brandenburg Preußen wurde“ 2015 und „Pückler. Babelsberg – Der grüne Fürst und die Kaiserin“ 2017.
Am 21. März 2018 gab die Staatsministerin für Kultur und Medien, Monika Grütters bekannt, dem Stiftungsrat Dorgerloh als zukünftigen Generalintendanten des Humboldt Forums vorzuschlagen. Der Stiftungsrat des Humboldt Forums hat ihn zum 1. Juni 2018 als Generalintendanten berufen. Zu diesem Zeitpunkt endet auch die Gründungsintendanz von Neil MacGregor, Hermann Parzinger und Horst Bredekamp. 2023 berief ihn der Stiftungsrat des Humboldt Forums für eine weitere Amtszeit bis 2028.
Dorgerloh ist seit 2004 Honorarprofessor an der Humboldt-Universität Berlin; er hat Lehraufträge an der Universität Bern und der Fachhochschule Potsdam wahrgenommen.
Sein Bruder ist Stephan Dorgerloh, der von 2011 bis 2016 Kultusminister von Sachsen-Anhalt war.
Im Dezember 2020 initiierte Dorgerloh die „Initiative GG 5.3 Weltoffenheit“ von zahlreichen großen Institutionen und wichtigen Persönlichkeiten des Kultur- und Wissenschaftsbetriebs. Die Initiative kritisiert den BDS-Beschluss des Deutschen Bundestages, welche die Bewegung Boycott, Divestment and Sanctions (BDS) als antisemitisch einstuft und verurteilt. Sie verbietet eine staatliche Förderung für diese Bewegung. Die Weltoffenheitsinitiative sieht darin eine Einschränkung der grundgesetzlich geschützten Meinungsfreiheit durch die „missbräuchliche Verwendung des Antisemitismusvorwurfs“.

### Gremien- und sonstige Mitgliedschaften
- Brandenburgische Gesellschaft für Kultur und Geschichte gemeinnützige GmbH (Mitglied des Aufsichtsrats)
- Ehrendomherr Domstift Brandenburg
- Fachbeirat der Bibliotheca Hertziana – Max-Planck-Institut für Kunstgeschichte, Rom
- Historische Kommission zu Berlin e. V.
- ICOM Committee for Historic House Museums – DemHist (2005–2011 Board Member)
- Kuratorium Choriner Musiksommer
- Kuratorium Cornelsen Kulturstiftung
- Kuratorium Genshagener Kreis e. V.
- Kuratorium KPM-Stiftung Berlin
- Kuratorium Kulturstiftung der Länder (KSL)
- Kuratorium Sparkassen-Kulturfonds und Stiftung Schloss Neuhardenberg
- Kuratorium Stiftung House of One
- Schlösser und Gärten in Deutschland e. V. (Ehrenmitglied, 1. Vorsitzender 2012–2018)
- Verband Deutscher Kunsthistoriker e. V.
- Wissenschaftlicher Beirat Klassik Stiftung Weimar

## Veröffentlichungen (Auswahl)
- Zu Baugeschichte und Wiederaufbau des Neuen Museums in Berlin. In: Kunstchronik. Deutsche Zeitschrift für Kunst, Nr. 2/1991, S. 112–221.
- Die Nationalgalerie in Berlin. Zur Geschichte des Gebäudes auf der Museumsinsel 1841–1970. (= Die Bauwerke und Kunstdenkmäler von Berlin. Beiheft 13). Gebr. Mann, Berlin 1999, ISBN 3-7861-1754-3 (= Dissertation 1997).
- Preußische Residenzen. Königliche Schlösser und Gärten in Berlin und Brandenburg (mit Michael Scherf). Deutscher Kunstverlag, München/Berlin 2005, ISBN 3-422-06493-1.
- Schlossmuseum oder Museumsschloss? Die Musealisierung der Hohenzollernresidenzen vor und nach 1918. In: Markus Jager (Hrsg.): Schlösser und Gärten der Mark. Festgabe für Sibylle Badstübner-Gröger. Berlin 2006.
- Museumsschlösser als Orte kultureller Überlieferung. In: zeitenblicke 7, Onlinejournal für die Geschichtswissenschaften, 2008, Nr. 1 (Online).
- Die Gründung der Stiftung Preußische Schlösser und Gärten in Berlin-Brandenburg 1990 bis 1995. In: Camilla Badstübner-Kinzig, Edmund Kinzig (Hrsg.): Entdecken -Erforschen – Bewahren. (= Beiträge zur Kunstgeschichte und Denkmalpflege, Festgabe für Sibylle Badstübner-Gröger zum 12. Oktober 2015). Berlin 2016, S. 304–313.
- Kraftpakete. Die Geschichte des Berliner Schlosses und des Palastes der Republik gehören ins Humboldt-Forum. In: Politik & Kultur. Zeitung des Deutschen Kulturrates 1/2017, S. 1–2.
- Das Berliner Schloss – Stellenwert und Bedeutungswandel in der brandenburgisch-preußischen Residenzlandschaft. In: Kulturgeschichte Preußens, Colloquien (5), 2017 (Online).
- Humboldt Forum – In der Mitte der Hauptstadt für die Welt. In: Wachgeküsst. 20 Jahre neue Kulturpolitik des Bundes 2008 – 2018, hrsg. von Olaf Zimmermann, Berlin 2018, S. 278–284.
- mit Laura Goldenbaum: Das Elfenbein und sein Elefant. In: schrecklich schön. Elefant – Mensch-Elfenbein, hrsg. von der Stiftung Humboldt Forum, Berlin 2021, S. 8–15.
- Auf dem Weg zum Humboldt Forum: Die Rolle des Internationalen Expertenteams. In: (Post)Kolonialismus und Kulturelles Erbe. Internationale Debatten im Humboldt Forum, hrsg. von der Stiftung Humboldt Forum, Berlin/München 2021, S. 242–259.
- Building Bridges – Das Humboldt Forum in Berlin. Es geht um das Wie in der Ausstellungs- und Programmarbeit: Wie Teilhabe in Vielstimmigkeit neues Bewusstsein schaffen kann. In: Geschichtskultur durch Restitution? Ein Kunst-Historikerstreit, hrsg. von Thomas Sandkühler, Angelika Epple, Jürgen Zimmerer, Köln 2021, S. 113–124.